# Karl-Eduard von Schnitzler
Karl-Eduard von Schnitzler, född 28 april 1918 i Berlin-Dahlem, död 20 september 2001 i Zeuthen, var en östtysk journalist, programledare och kommunistisk propagandapersonlighet. Han ledde det östtyska tv-programmet Der schwarze Kanal (Den svarta kanalen) från den 21 mars 1960 till den 30 oktober 1989.

## Uppväxt
Karl-Eduard von Schnitzler växte upp i en preussisk adelsfamilj i Berlin. Han studerade medicin och ekonomi vid Kölns universitet. 1932 gick han med i en lokal, socialistisk ungdomsorganisation. Schnitzler hade flera släktingar som stod Adolf Hitler nära. Själv reagerade han dock mot nazismen och de ekonomiska orättvisorna i dåtidens Tyskland.

## Andra världskriget
När andra världskriget bröt ut 1939 tjänstgjorde Schnitzler i Wehrmacht som soldat. 1944 togs han till fånga av brittiska trupper i samband med slaget vid Normandie. Efter det började han arbeta för den tyskspråkiga avdelningen på BBC. Där medverkade han bland annat i programmet "Tyska krigsfångar talar till hemlandet". 1947 avskedades Schnitzler, anklagad för att ha spridit kommunistisk propaganda.

## Karriär i DDR
Schnitzler återvände efter anklagelserna till den sovjetockuperade zonen i Tyskland och gick med i Tysklands socialistiska enhetsparti 1948. Han träffade  DDR:s blivande ledare Walter Ulbricht och förklarade för honom att han ville göra sig av med den adliga överklassmarkören "von" i namnet. Ulbricht svarade då: "Är du galen? Folk måste få veta att alla olika sorters människor ansluter sig till oss!"

### Der schwarze Kanal
Under 1950-talet arbetade Schnitzler med olika TV- och radioprogram i Östtyskland. 1960 fick han det egna programmet Der schwarze Kanal (Den svarta kanalen). 
I det 20 minuter långa programmet visade Schnitzler utvalda klipp från västtysk tv. Sedan kommenterade han inslagen med en aggressiv och hånfull ton. Syftet var att förklara för östtyska (och i viss mån västtyska) tittare allt som var "farligt" och "ondskefullt" med den västerländska liberala demokratin och marknadsekonomin. Han jämförde ofta systemet i väst med fascism. Samtidigt hyllade Schnitzler den östtyska staten, försvarade Berlinmuren och kallade den för en "antifascistisk skyddsvall", helt i enlighet med den officiella retoriken i DDR. 
Han hade flera smeknamn, exempelvis "Karl-Eduard von Schni" och "Karl-Eduard Vonsch" - för mer än så hann många inte höra när han presenterades; då bytte man istället raskt (men inofficiellt) kanal.
Schnitzler blev medlem i centralkommittén för det tysk-sovjetiska vänskapsförbundet 1978. Samma år blev han också utsedd till professor vid Universitetet för film och television i Potsdam-Babelsberg.

## Efter murens fall
När den östtyska staten höll på att upplösas 1989 skanderade demonstranter slagordet "Be om förlåtelse, Schnitzler!". För många var Schnitzler själva symbolen för den hårdföra, östtyska propagandan.
I reportageboken Stasiland som gavs ut 2002 söker den australiensiska författarinnan Anna Funder upp Schnitzler och intervjuar honom i hans hem. Schnitzler hävdar då att han inte ångrar någonting av sitt mångåriga arbete i DDR. I stället kallar han tv-apparaten för en "äcklig skitburk" och spyr galla över bland annat dokusåpan Big Brother. Han kallar också Berlinmuren för "den mest tjänliga konstruktionen i Europas historia" och försvarar beskjutningen av de östtyskar som illegalt försökte fly till väst. Han kallar också Stasi-chefen Erich Mielke, för "ett levande exempel på den mest mänsklige av alla människor".
Schnitzler avled i lunginflammation i Berlinförorten Zeuthen den 20 september 2001.